# Leichtathletik-Europameisterschaften 1986/1500 m der Männer

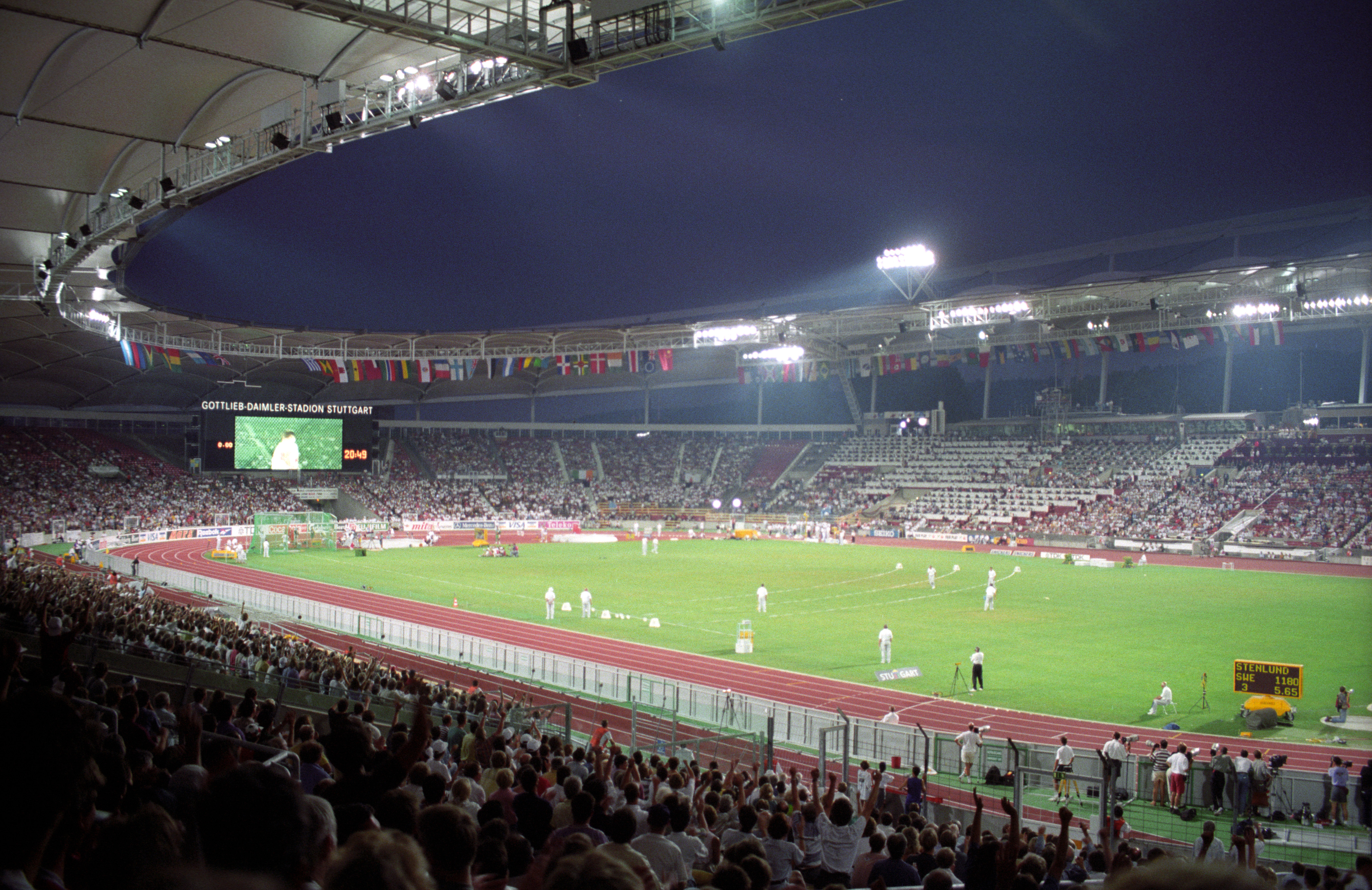
Das Stuttgarter Neckarstadion (heute MHPArena) bei den Leichtathletik-Weltmeisterschaften 1993

Der 1500-Meter-Lauf der Männer bei den Leichtathletik-Europameisterschaften 1986 wurde am 29. und 31. August 1986 im Stuttgarter Neckarstadion ausgetragen.
In diesem Wettbewerb gab es einen Doppelsieg für die britischen Läufer. Europameister wurde der Titelverteidiger, Olympiasieger von 1984 und Europarekordinhaber Steve Cram, der drei Tage zuvor Bronze über 800 Meter gewonnen hatte.
Den zweiten Platz belegte der zweifache Olympiasieger (1980/1984) Sebastian Coe, hier bereits Europameister über 800 Meter.
Der Niederländer Han Kulker kam auf den dritten Platz.

## Bestehende Rekorde
| Weltrekord           | 3:29,46 min | Saïd Aouita | Berlin, BR Deutschland    | 23. August 1985   |
| Europarekord         | 3:29,67 min | Steve Cram  | Nizza, Frankreich         | 16. Juli 1985     |
| Meisterschaftsrekord | 3:35,59 min | Steve Ovett | EM Prag, Tschechoslowakei | 3. September 1978 |

Der bestehende EM-Rekord wurde bei diesen Europameisterschaften nicht erreicht. Die schnellste Zeit erzielte der spätere EM-Fünfte John Gladwin aus Großbritannien im dritten Vorlauf mit 3:36,85 min, womit er 1,26 s über dem Rekord blieb. Zum Europarekord fehlten ihm 7,12 s, zum Weltrekord 7,39 s.

## Vorrunde
28. August 1982, 18:40 Uhr
Die Vorrunde wurde in drei Läufen durchgeführt. Die ersten drei Athleten pro Lauf – hellblau unterlegt – sowie die darüber hinaus drei zeitschnellsten Läufer – hellgrün unterlegt – qualifizierten sich für das Finale. Die drei Läufer, die über ihre Zeit für das Finale erreichten, kamen alle aus dem schnellen dritten Vorlauf.

## Legende
Kurze Übersicht zur Bedeutung der Symbolik – so üblicherweise auch in sonstigen Veröffentlichungen verwendet:
| DSQ | disqualifiziert |

### Vorlauf 1
| Platz | Name                | Nation         | Zeit (min) |
| ----- | ------------------- | -------------- | ---------- |
| 1     | Marcus O’Sullivan   | Irland         | 3:39,02    |
| 2     | Sebastian Coe       | Großbritannien | 3:39,03    |
| 3     | Han Kulker          | Niederlande    | 3:39,08    |
| 4     | José Manuel Abascal | Spanien        | 3:39,20    |
| 5     | Klaus-Peter Nabein  | BR Deutschland | 3:40,44    |
| 6     | Pascal Thiébaut     | Frankreich     | 3:40,82    |
| 7     | Mário Silva         | Portugal       | 3:42,04    |
| 8     | Markus Hacksteiner  | Schweiz        | 3:44,81    |
| 9     | Ronny Olsson        | Schweden       | 3:50,17    |
| 10    | Zeki Öztürk         | Türkei         | 3:51,72    |

### Vorlauf 2

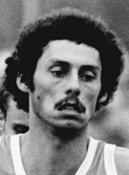
Andreas Busse, vor vier Jahren EM-Elfter, schied diesmal im Vorlauf aus

| Platz | Name               | Nation         | Zeit (min) |
| ----- | ------------------ | -------------- | ---------- |
| 1     | Steve Cram         | Großbritannien | 3:40,66    |
| 2     | Johnny Kroon       | Schweden       | 3:41,22    |
| 3     | José Luis Carreira | Spanien        | 3:41,33    |
| 4     | Cyrille Laventure  | Frankreich     | 3:41,41    |
| 5     | Andreas Busse      | DDR            | 3:42,06    |
| 6     | Eddy Stevens       | Belgien        | 3:42,21    |
| 7     | Mogens Guldberg    | Dänemark       | 3:42,84    |
| 8     | Dave Taylor        | Irland         | 3:44,57    |
| 9     | Ari Suhonen        | Finnland       | 3:49,60    |
| DSQ   | Sergei Afanassjew  | Sowjetunion    |            |

### Vorlauf 3
| Platz | Name               | Nation         | Zeit (min) |
| ----- | ------------------ | -------------- | ---------- |
| 1     | John Gladwin       | Großbritannien | 3:36,85    |
| 2     | José Luis González | Spanien        | 3:36,92    |
| 3     | Frank O’Mara       | Irland         | 3:37,06    |
| 4     | Igor Lotarjow      | Sowjetunion    | 3:37,53    |
| 5     | Niels Kim Hjorth   | Dänemark       | 3:37,60    |
| 6     | Peter Wirz         | Schweiz        | 3:37,75    |
| 7     | Bruno Levant       | Frankreich     | 3:40,82    |
| 8     | Rainer Thau        | BR Deutschland | 3:41,10    |
| 9     | Östen Buskas       | Schweden       | 3:42,88    |

## Finale

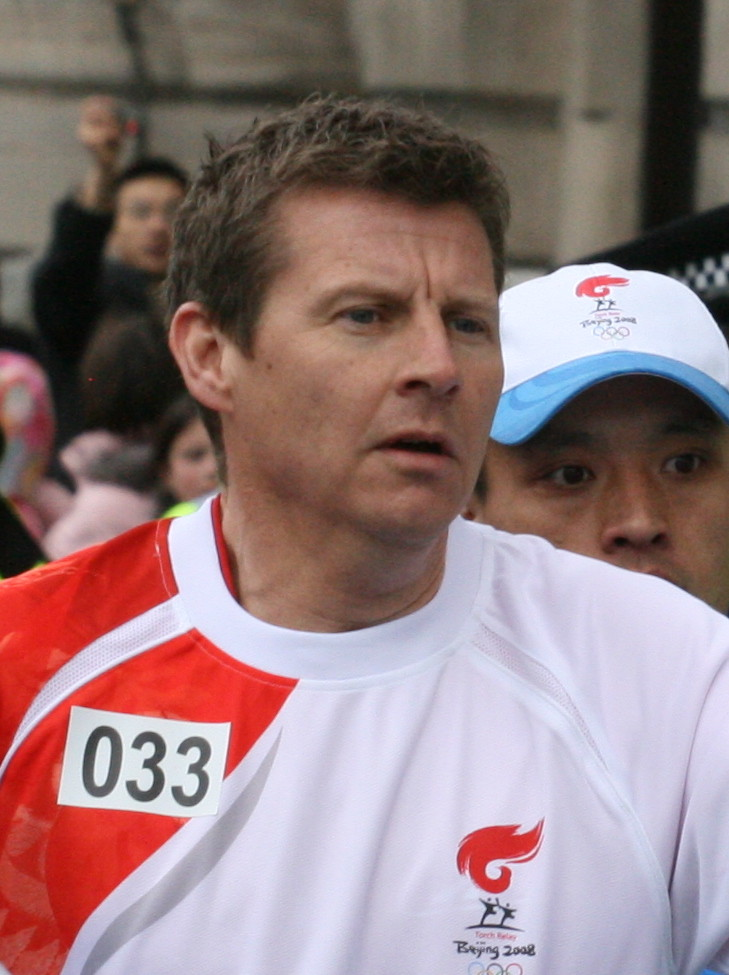
Der Titelverteidiger und Weltmeister 1983 Steve Cram wurde erneut Titelträger – drei Tage zuvor hatte er Bronze über 800 Meter gewonnen
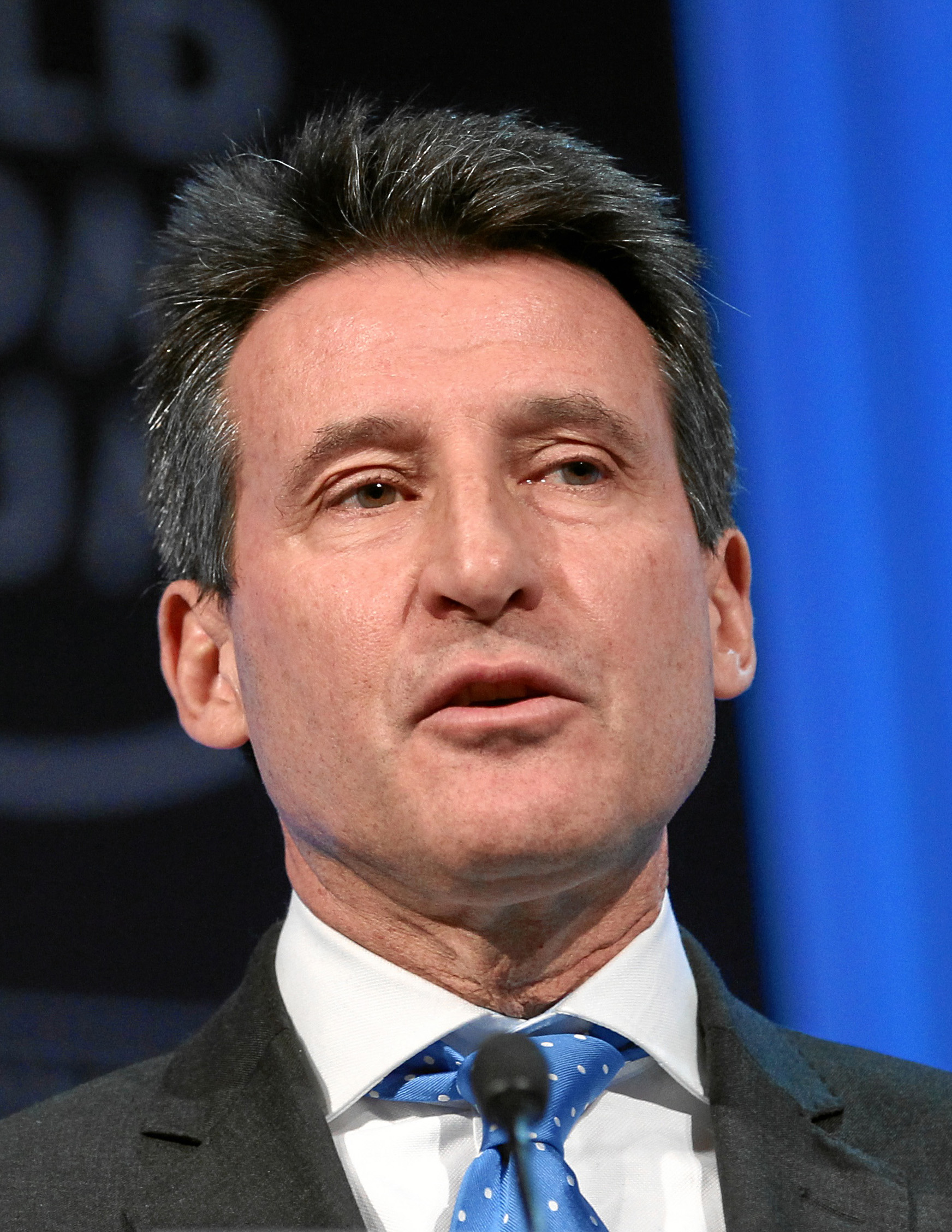
Der 1500-Meter-Olympiasieger von 1980 und 1984 Sebastian Coe – heute Präsident des Weltleichtathletikverbands (hier im Jahr 2012) – gewann Silber, hier in Stuttgart war er bereits Europameister über 800-Meter geworden

31. August 1982, 16:50 Uhr
| Platz | Name               | Nation         | Zeit (min) |
| ----- | ------------------ | -------------- | ---------- |
| 1     | Steve Cram         | Großbritannien | 3:41,09    |
| 2     | Sebastian Coe      | Großbritannien | 3:41,67    |
| 3     | Han Kulker         | Niederlande    | 3:42,11    |
| 4     | José Luis González | Spanien        | 3:42,52    |
| 5     | John Gladwin       | Großbritannien | 3:42,57    |
| 6     | Marcus O’Sullivan  | Irland         | 3:42,60    |
| 7     | Johnny Kroon       | Schweden       | 3:42,61    |
| 8     | Frank O’Mara       | Irland         | 3:42,90    |
| 9     | José Luis Carreira | Spanien        | 3:44,09    |
| 10    | Peter Wirz         | Schweiz        | 3:44,09    |
| 11    | Igor Lotarjow      | Sowjetunion    | 3:44,60    |
| 12    | Niels Kim Hjorth   | Dänemark       | 3:45,06    |

## Videolink
- 1986 European Athletics Championship Men's 1500m final, www.youtube.com, abgerufen am 12. Dezember 2022